# Vysoké (Klášterec nad Ohří)
Vysoké (německy Haadorf) je zaniklá vesnice v okrese Chomutov. Ležela asi tři kilometry severozápadně od Klášterce nad Ohří v nadmořské výšce 550 metrů. Zanikla vysídlením v roce 1963.

## Název
Původní německý název Hohendorf (vysoká ves) je odvozen z polohy vysoko v Krušných horách. V historických pramenech se jméno vesnice vyskytuje ve tvarech: Hohendorff (1431), Hohendorff (1508), Hondorff (1545), hondorff (1543), hoendorff (1559), Hadorf (1654), Hadorf a Haudorf (1878) a Haadorf (1846).

## Historie

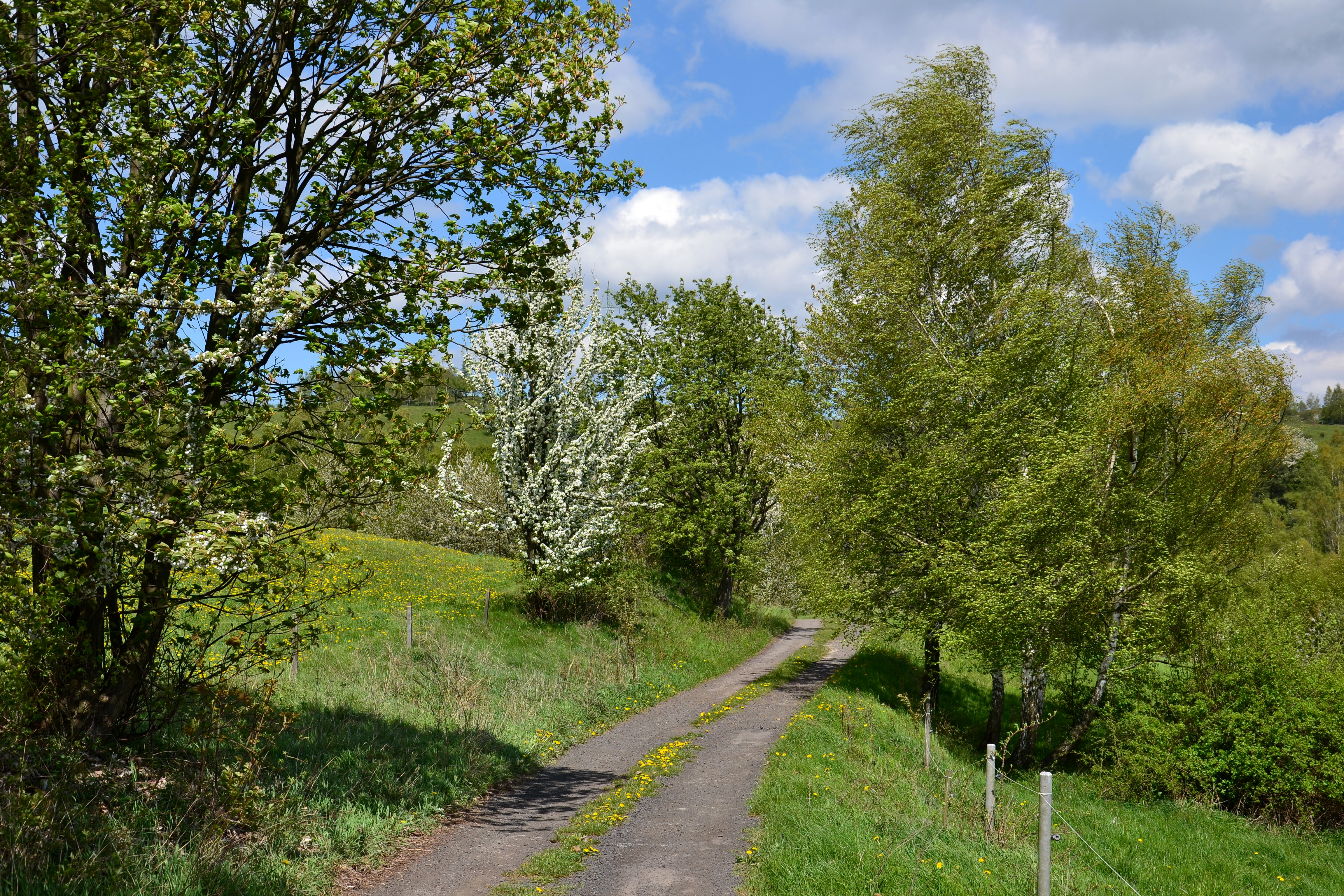
Cesta od Klášterecké Jeseně

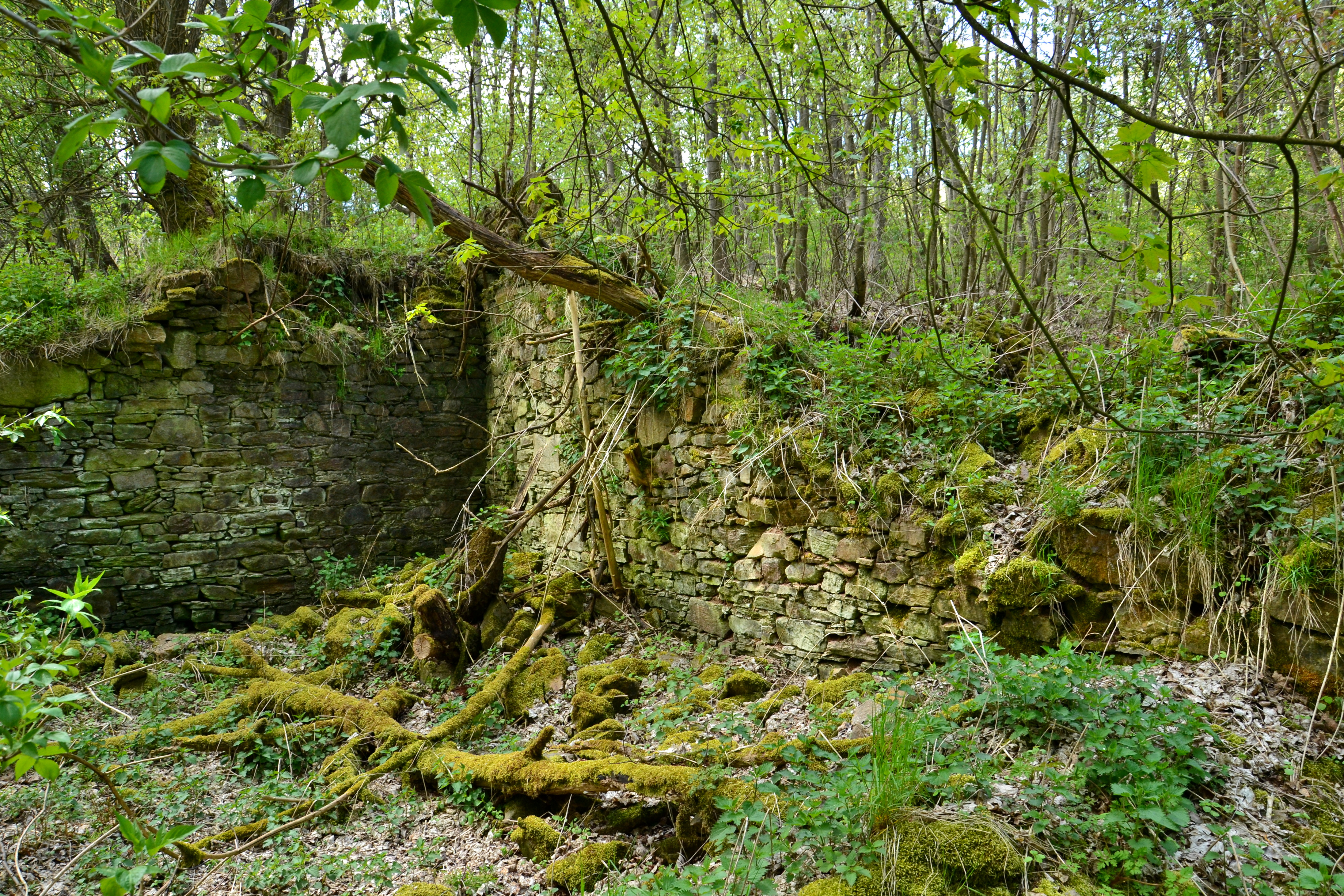
Zřícenina domu

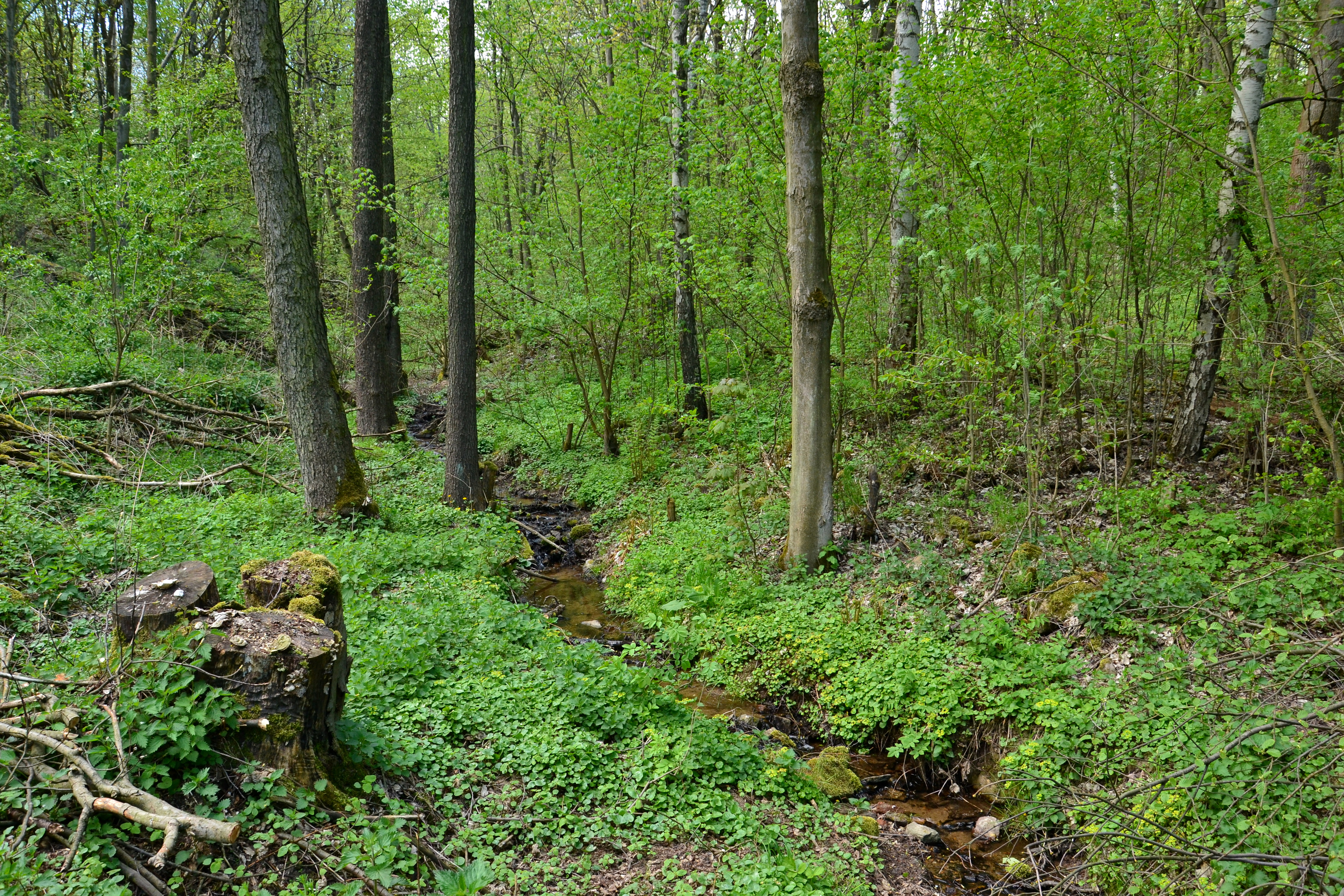
Potok v místech bývalé vesnice

První písemná zmínka o vesnici pochází z roku 1431, kdy se bratři Aleš a Vilém ze Šumburka rozdělili o majetek. Ves Vysoké tehdy připadla Alešovi jako součást pernštejnského panství. U něj zůstala až do roku 1592, kdy ji koupil Kryštof z Fictumu a připojil ji ke kláštereckému panství.
V sedmnáctém století byla vesnice součástí klášterecké farnosti, které roku 1636 odvedla desátek ve výši patnácti krejcarů. Po třicetileté válce ve vsi podle berní ruly žilo pět chalupníků a dvě rodiny bez pozemků. Chalupníci obdělávali 42 strychů půdy a chovali šest krav, jedenáct jalovic, jednu ovci a deset koz. Na málo úrodných polích pěstovali zejména žito.
U vesnice byl na tzv. Pfaffenbergu železnorudný důl Šebestián, kde se kromě krevele těžil také pyrit a chalkopyrit. Kromě stejnojmenné štoly se ruda dobývala několika šachtami. Těžba probíhala s mnoha přestávkami v letech 1709–1850 a v některých letech dosáhla výše 50–100 tun rudy, která se odvážela do perštejnských železáren. V první polovině devatenáctého století byly ve stejné lokalitě u vesnice také doly Marie Terezie, Barbora a Ondřej.
Od osmnáctého století měla vesnice vlastní školu, do které chodily také děti z Klášterecké Jeseně. Přesto se Vysoké nikdy nestalo samostatnou obcí a po zrušení poddanství bylo v letech 1869–1880 osadou Petler. Od roku 1890 je vesnice uváděna jako část Kunova. Spolu s ním patřila v období 1900–1930 do přísečnického okresu. V roce 1950 bylo Vysoké osadou Klášterecké Jeseně a později jako část Klášterce nad Ohří roku 1963 vesnice vysídlením zanikla.

## Přírodní poměry
Vesnice stávala v Krušných horách, v podcelku Loučenská hornatina a okrsku Bolebořská vrchovina. Protékal jí bezejmenný potok, který se na okraji Klášterce nad Ohří vlévá jako pravostranný přítok do Širokého potoka.

## Obyvatelstvo
Při sčítání lidu v roce 1921 zde žilo 142 obyvatel (z toho 67 mužů), z nichž bylo 138 Němců a čtyři cizinci. Kromě jednoho evangelíka patřili k římskokatolické církvi. Podle sčítání lidu z roku 1930 měla vesnice 125 obyvatel: jednoho Čechoslováka, 121 Němců a tři cizince. S výjimkou dvou evangelíků a jednoho člověka bez vyznání se hlásili k římskokatolické církvi.
|           | 1869 | 1880 | 1890 | 1900 | 1910 | 1921 | 1930 | 1950 |
| --------- | ---- | ---- | ---- | ---- | ---- | ---- | ---- | ---- |
| Obyvatelé | 149  | 136  | 144  | 134  | 162  | 142  | 125  | 10   |
| Domy      | 24   | 24   | 24   | 24   | 25   | 23   | 23   | 20   |